# Mýrdalsjökull

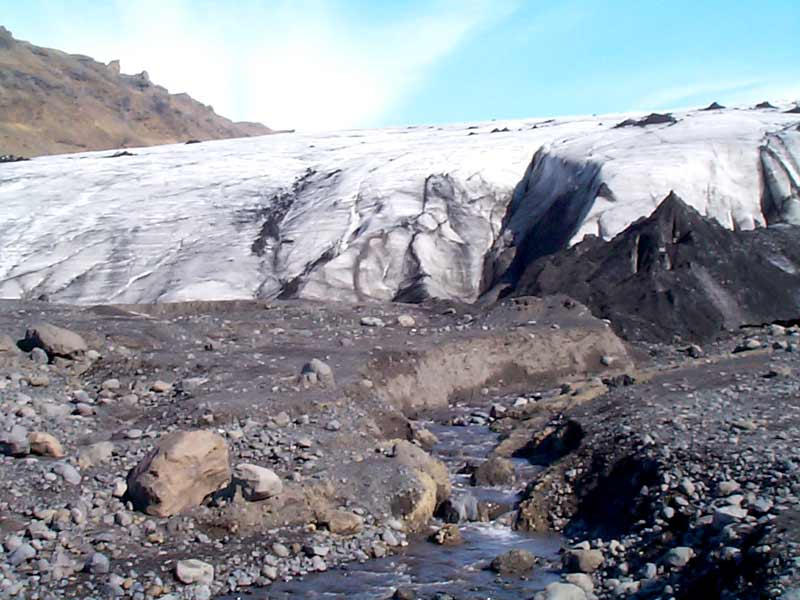
Mýrdalsjökull.

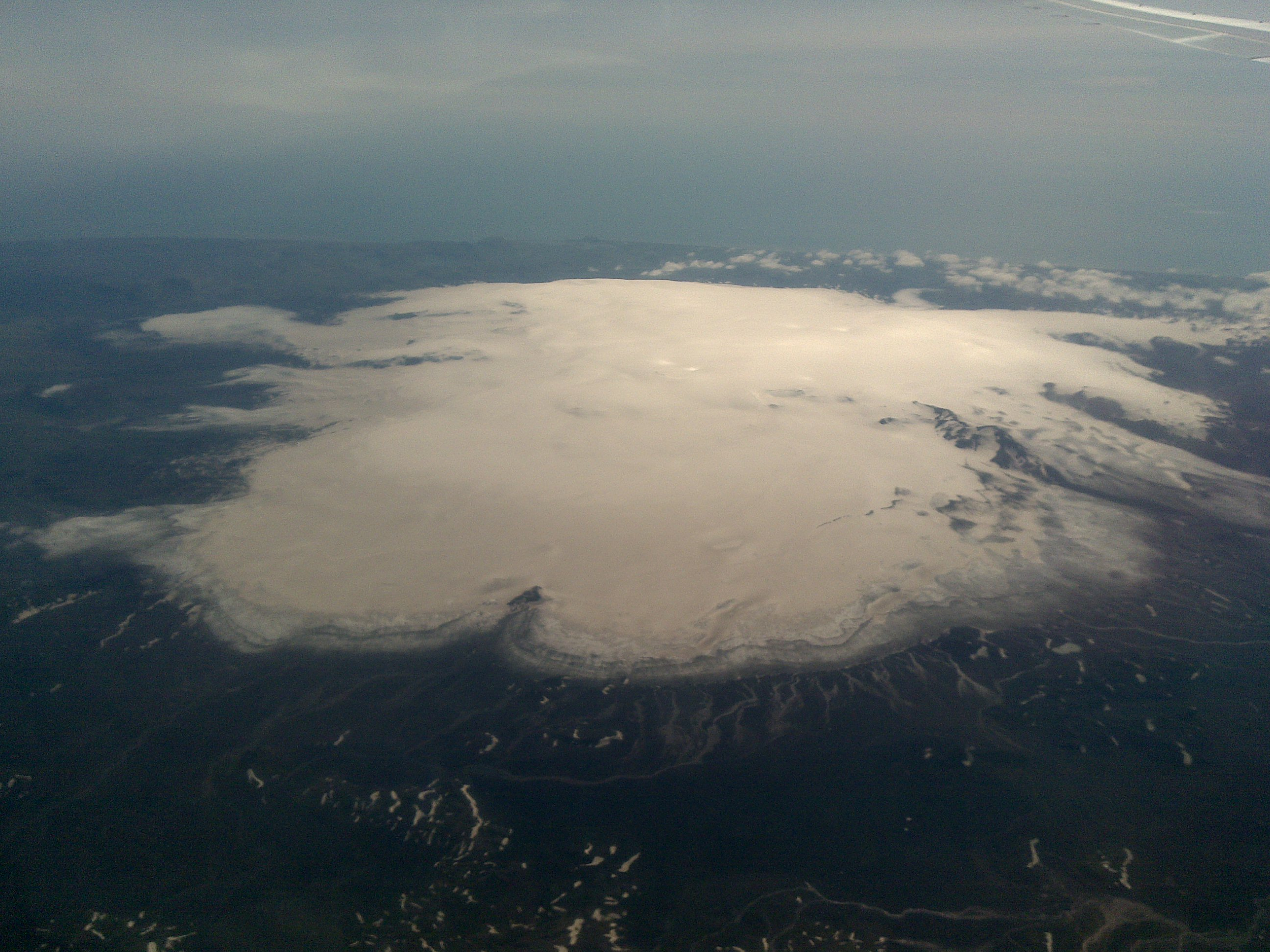
Mýrdalsjökull

Mýrdalsjökull är en glaciär på södra Island med en total area på cirka 596 km². Den högsta punkten ligger på 1 480 meter över havet.
Från Mýrdalsjökull når flera glaciärtungor långt ner i låglandet och de stora sandurfälten precis nedanför glaciären är huvudsakligen uppbyggda av material som kommit ut av smältvatten, då vulkanen Katla under Mýrdalsjökulls is haft utbrott. Mýrdalsjökull är en mycket nederbördsrik plats, med uppskattningsvis mer än 10 meter nederbörd årligen.